# Bisztray Károly
Nagybisztrai Bisztray Károly (Fogaras, 1822. május 26. – Nagyszeben, 1911. március 23.) 48-as honvédtiszt, törvényszéki bíró, emlékiratíró. Unokája, Bisztray Gyula (1903–1978) irodalomtörténész volt.

## Életpályája
Szülei: Bisztray József főkapitány és nagyberivói Boér Karolina voltak. Középiskoláit Gyulafehérváron és Nagyszebenben végezte el. Kolozsváron jogot tanult. 1846-ban Felső-Fehér vármegye táblabírája lett. Az iskola alatt beutazta Erdélyt, Moldovát és Oláhországot. 1848-ig a guberniumnál szolgált. Ügyvédi vizsgára készült, de a szabadságharc miatt nem vizsgázott le. Czetz János segédtisztjeként futár volt Bemnél. Részt vett a fehéregyházi ütközetben és a nagyszebeni csatákban is. A szabadságharc leverése után fogságba került; Szebenben, Laibachban és Kufsteinben raboskodott. Közlegény lett; így Olaszországba küldték, ahol Anconában és Bolognában tartózkodott. Hazatérve Pesten francia és angol regényeket fordított. Később visszaköltözött Erdélybe, s a Szolnok-dobokai, a fogarasi, végül pedig a brassói törvényszék bírója volt. 1889-ben nyugdíjba vonult; élete végéig történelmi tanulmányokkal foglalkozott.
Történeti és etnográfiai munkái a gyulafehérvári Közművelődés című folyóiratban jelentek meg (1899–1900). Kéziratban maradtak naplói olaszországi utazásairól francia, német és olasz nyelven, saját kezűleg rajzolt számos miniatűr városképpel. Terjedelmes memoárt hagyott hátra, szintén város- és tájképekkel s okmánytárral. 1948-ban A régi Erdély címen Bisztray Gyula önálló kötetben adta ki a memoár nagy részét.